# 五百万石
五百万石（ごひゃくまんごく）は、イネの品種の1つ。主に日本酒醸造に用いられる酒造好適米。新潟県で新200号と菊水を交配させて誕生した品種で、1944年に「交系290号」と系統名がつけられたが、栽培は第2次世界大戦で一時中断となった。その後新潟県の奨励品種となり1957年に品種登録され、交配から20年近くを経て普及した。その後は北陸を中心に普及し、2001年に山田錦に抜かれるまでは、酒造好適米としては長く作付け面積1位の座を守った。2022年の生産量は2位。

## 特性
千粒重25.8g。早生、耐冷性、耐倒伏性といった点に弱いものの、大粒で心白発現率は高くなっている。心白が大きいため50%以上の高精白は難しく、高級酒には不向きではあるが、麹は作りやすい。酒質はきれいで端麗なものとなる。

## 五百万石の子孫の品種
- 古城錦（1968年、五百万石//青系50号）[5]
- 若水（1983年、あ系酒101//五百万石）[6]
- 兵庫北錦（1986年、なだひかり//五百万石）[6]
- 一本〆（1993年、五百万石//豊盃）[6]
- 石川酒30号（1993年、五百万石//華吹雪）[6]
- 越淡麗（2004年、山田錦//五百万石）[7]
- 人気しずく（2009年、五百万石の突然変異）[7]